# Discographie de Seventeen
Pour un article plus général, voir Seventeen (groupe sud-coréen).
Seventeen est un boy group sud-coréen formé par Pledis Entertainment en 2015. Sa discographie est composée de quatre albums studio, deux albums de compilation, dix-sept mini-albums (EP) et trente-quatre singles. 
Lancé le 29 mai 2015 avec pour premier mini-album 17 Carat, mené par le titre Adore U, le groupe acquiert une plus grande notoriété en 2016 avec son premier album studio Love & Letter contenant le titre Pretty U, qui leur permettra d'obtenir la première place à une émission de classement musical. Ce premier album studio dépassera également les 150 000 précommandes, un chiffre rivalisant avec BTS et EXO à l'époque.
En 2020, Heng:garæ devient le premier album de Seventeen a dépassé 1 million d'exemplaires vendues en une semaine. À cette époque, le groupe est le seul, avec BTS, à réaliser cette performance commerciale.
En 2023, l'album FML de Seventeen a été certifié par l'IFPI comme l'album le plus vendu dans le monde cette année-là avec plus de 6,4 millions d'exemplaires physiques et numériques vendus.
Au total, Seventeen comptabilise plus de 40 millions d'albums vendus sur Circle Chart.

## Albums coréens
| Année                                                                       | Titre                               | Détails                                                                          | Classements | Classements | Classements | Classements | Classements | Classements | Ventes     |
| Année                                                                       | Titre                               | Détails                                                                          | COR         | JAP         | ALL         | FRA         | CAN         | USA         | Ventes     |
| --------------------------------------------------------------------------- | ----------------------------------- | -------------------------------------------------------------------------------- | ----------- | ----------- | ----------- | ----------- | ----------- | ----------- | ---------- |
| 2015                                                                        | 17 Carat (1er mini album)           | - Date de sortie : 29 mai 2015 - Label : Pledis Entertainment                    | 4           | 46          | —           | —           | —           | —           | 201 000+   |
| 2015                                                                        | Boys Be (2e mini album)             | - Date de sortie : 10 septembre 2015 - Label : Pledis Entertainment              | 2           | 35          | —           | —           | —           | —           | 338 000+   |
| 2016                                                                        | Love & Letter (1er album studio)    | - Date de sortie : 25 avril 2016 - Label : Pledis Entertainment                  | 1           | 6           | —           | —           | —           | —           | 322 000+   |
| 2016                                                                        | Going Seventeen (3e mini album)     | - Date de sortie : 5 décembre 2016 - Label : Pledis Entertainment                | 1           | 4           | —           | —           | —           | —           | 457 000+   |
| 2017                                                                        | Al1 (4e mini album)                 | - Date de sortie : 22 mai 2017 - Label : Pledis Entertainment                    | 1           | 3           | —           | —           | —           | —           | 584 000+   |
| 2017                                                                        | Teen, Age (2e album studio)         | - Date de sortie : 6 novembre 2017 - Label : Pledis Entertainment                | 1           | 5           | —           | —           | —           | —           | 742 000+   |
| 2018                                                                        | Director's Cut (special mini album) | - Date de sortie : 5 février 2018 - Label : Pledis Entertainment                 | 1           | 2           | —           | —           | —           | —           | 357 000+   |
| 2018                                                                        | You Make My Day (5e mini album)     | - Date de sortie : 16 juillet 2018 - Label : Pledis Entertainment                | 1           | 2           | —           | —           | —           | —           | 560 000+   |
| 2019                                                                        | You Made My Dawn (6e mini album)    | - Date de sortie : 21 janvier 2019 - Label : Pledis Entertainment                | 1           | 1           | —           | —           | —           | —           | 656 000+   |
| 2019                                                                        | An Ode (3e album studio)            | - Date de sortie : 16 septembre 2019 - Label : Pledis Entertainment              | 1           | 1           | —           | —           | —           | —           | 1 661 000+ |
| 2020                                                                        | Heng:garæ (헹가래) (7e mini album)  | - Date de sortie : 22 juin 2020 - Label : Pledis Entertainment (HYBE)            | 1           | 1           | —           | —           | —           | —           | 1 963 000+ |
| 2020                                                                        | ; [Semicolon] (special mini album)  | - Date de sortie : 19 octobre 2020 - Label : Pledis Entertainment (HYBE)         | 1           | 2           | —           | —           | —           | —           | 1 269 000+ |
| 2021                                                                        | Your Choice (8e mini album)         | - Date de sortie : 18 juin 2021 - Label : Pledis Entertainment (HYBE), Geffen    | 1           | 2           | 36          | —           | —           | 15          | 1 736 000+ |
| 2021                                                                        | Attacca (9e mini album)             | - Date de sortie : 22 octobre 2021 - Label : Pledis Entertainment (HYBE), Geffen | 1           | 1           | 26          | 15          | 48          | 13          | 2 982 000+ |
| 2022                                                                        | Face the Sun (4e album studio)      | - Date de sortie : 27 mai 2022 - Label : Pledis Entertainment (HYBE), Geffen     | 1           | 1           | 7           | 13          | —           | 7           | 4 570 000+ |
| 2022                                                                        | Sector 17 (réédition)               | - Date de sortie : 18 juillet 2022 - Label : Pledis Entertainment (HYBE), Geffen | 1           | 1           | 12          | —           | —           | 4           | 2 150 000+ |
| 2023                                                                        | FML (10e mini album)                | - Date de sortie : 24 avril 2023 - Label : Pledis Entertainment (HYBE), Geffen   | 1           | 1           | 7           | 3           | 44          | 2           | 6 180 000+ |
| 2023                                                                        | Seventeenth Heaven (11e mini album) | - Date de sortie : 23 octobre 2023 - Label : Pledis Entertainment (HYBE), Geffen | 1           | 1           | 10          | 5           | —           | 2           | 5 827 000+ |
| 2024                                                                        | 17 is Right Here (compilation)      | - Date de sortie : 29 avril 2024 - Label : Pledis Entertainment (HYBE), Geffen   | 1           | 1           | 13          | 6           | —           | 5           | 3 660 000+ |
| 2024                                                                        | Spill The Feels (12e mini album)    | - Date de sortie : 14 octobre 2024 - Label : Pledis Entertainment (HYBE), Geffen | 1           | 1           | 14          | 18          | —           | 5           | 3 820 000+ |
| 2025                                                                        | Happy Burstday (5e album studio)    | - Date de sortie : 26 mai 2025 - Label : Pledis Entertainment (HYBE), Geffen     | 1           | 1           | —           | 14          | —           | 2           | 2 928 000+ |
| "—" indique que l'album ne s'est pas classé ou n'est pas sorti dans ce pays |                                     |                                                                                  |             |             |             |             |             |             |            |

## Albums japonais
| Année | Titre                        | Détails                                                                  | Classement | Ventes                |
| Année | Titre                        | Détails                                                                  | JAP        | Ventes                |
| ----- | ---------------------------- | ------------------------------------------------------------------------ | ---------- | --------------------- |
| 2018  | We Make You (1er mini album) | - Date de sortie : 30 mai 2018 - Label : Pledis Entertainment Japan      | 2          | JAP : plus de 152 000 |
| 2020  | 24h (2e mini album)          | - Date de sortie : 9 septembre 2020 - Label : Pledis Entertainment Japan | 1          | JAP : plus de 293 000 |
| 2022  | Dream (3e mini album)        | - Date de sortie : 9 novembre 2022 - Label : HYBE Japan / Universal      | 1          | JAP : plus de 668 000 |
| 2023  | Always Yours (compilation)   | - Date de sortie : 23 août 2023 - Label : HYBE Japan / Universal         | 1          | JAP : plus de 608 000 |

## Singles

### Singles coréens
| Année                                                            | Titre                               | Classements | Classements | Classements | Classements | Album                     |
| Année                                                            | Titre                               | COR         | JAP         | USA World   | MON         | Album                     |
| ---------------------------------------------------------------- | ----------------------------------- | ----------- | ----------- | ----------- | ----------- | ------------------------- |
| 2015                                                             | Adore U (아낀다)                    | —           | —           | 13          | *           | 17 Carat                  |
| 2015                                                             | Mansae (만세)                       | 94          | —           | 5           | *           | Boys Be                   |
| 2016                                                             | Pretty U (예쁘다)                   | 11          | —           | 4           | *           | Love & Letter             |
| 2016                                                             | Very Nice (아주 Nice)               | 22          | —           | 2           | *           | Love & Letter (Repackage) |
| 2016                                                             | Boom Boom (붐붐)                    | 16          | —           | 5           | *           | Going Seventeen           |
| 2017                                                             | Don't Wanna Cry (울고 싶지 않아)    | 12          | —           | 3           | *           | Al1                       |
| 2017                                                             | Clap (박수)                         | 11          | 50          | 4           | *           | Teen, Age                 |
| 2018                                                             | Thanks (고맙다)                     | 19          | —           | 4           | *           | Director's Cut            |
| 2018                                                             | Oh My! (어쩌나)                     | 15          | 38          | 6           | *           | You Made My Day           |
| 2018                                                             | Getting Closer (숨이 차)            | 86          | —           | 5           | *           | You Made My Dawn          |
| 2019                                                             | Home                                | 18          | 34          | 7           | *           | You Made My Dawn          |
| 2019                                                             | Hit                                 | 64          | 20          | 4           | *           | An Ode                    |
| 2019                                                             | Fear (독)                           | 66          | 24          | 6           | *           | An Ode                    |
| 2020                                                             | Left & Right                        | 8           | 50          | 8           | *           | Heng:garæ (헹가래)        |
| 2020                                                             | Home;Run                            | 16          | 40          | 22          | —           | ; [Semicolon]             |
| 2021                                                             | Ready to Love                       | 21          | 38          | 5           | —           | Your Choice               |
| 2021                                                             | Rock With You                       | 6           | 25          | 5           | —           | Attacca                   |
| 2022                                                             | Hot                                 | 7           | 11          | 3           | 91          | Face the Sun              |
| 2022                                                             | _World                              | 4           | 20          | 12          | —           | Sector 17                 |
| 2023                                                             | Super (손오공)                      | 3           | 7           | 8           | 37          | FML                       |
| 2023                                                             | God of Music (음악의 신)            | 1           | 14          | 9           | 67          | Seventeenth Heaven        |
| 2024                                                             | Maestro                             | 1           | 17          | 5           | 50          | 17 is Right Here          |
| 2024                                                             | Love, Money, Fame (feat. DJ Khaled) | 1           | 24          | 4           | 50          | Spill The Feels           |
| 2025                                                             | Thunder                             | 1           | 12          | 8           | 41          | Happy Burstday            |
| "—" signifie que le titre ne s'est pas classé dans cette région. |                                     |             |             |             |             |                           |

### Singles japonais
| Année                                                                            | Titre                             | Classements  | Classements | Album        |
| Année                                                                            | Titre                             | JAP Physique | JAP         | Album        |
| -------------------------------------------------------------------------------- | --------------------------------- | ------------ | ----------- | ------------ |
| 2018                                                                             | Call Call Call!                   | —            | 28          | We Make You  |
| 2019                                                                             | Happy Ending                      | 2            | 2           | Hors album   |
| 2020                                                                             | Fallin’ Flower (舞い落ちる花びら) | 1            | 1           | Hors album   |
| 2020                                                                             | 24h                               | —            | 23          | 24h          |
| 2021                                                                             | Not Alone (ひとりじゃない)        | 1            | 1           | Hors album   |
| 2021                                                                             | Power of Love (あいのちから)      | 1            | 2           | Hors album   |
| 2022                                                                             | Dream                             | —            | 27          | Dream        |
| 2023                                                                             | Sara Sara                         | —            | 32          | Always Yours |
| 2023                                                                             | Ima (今 -明日 世界が終わっても-)  | —            | 30          | Always Yours |
| 2024                                                                             | Shohikigen (消費期限)             | 1            | 2           | Hors album   |
| "—" indique que le single ne s'est pas classé ou n'est pas sorti dans ce format. |                                   |              |             |              |

### Singles anglais
| Année | Titre    | Classements | Classements | Classements | Album        |
| Année | Titre    | COR         | JAP         | MON         | Album        |
| ----- | -------- | ----------- | ----------- | ----------- | ------------ |
| 2022  | Darl+ing | 54          | 15          | 78          | Face the Sun |